# Muzaffar Xah III Gudjarati
Muzaffar Shah III (mort 1593) fou el darrer sultà de Gujarat. La seva filiació és incerta. Segons el regent Itimad Khan era fill de Mahmud Shah III Gudjarati i una concubina. Va succeir a Ahmad Shah III Gudjarati quan aquest fou assassinat pel regent el 1561 i no va deixar hereus. En ser proclamat era menor d'edat.
El poder va seguir repartit entre una vintena de nobles als que van disputar el poder a algunes àrees aventurers vinguts del nord de l'Índia, entre els quals els Mirzà, descendents de Tamerlà i, per tant, parents de Akbar el Gran, que ara era emperador mogul a Delhi. Finalment Itimad Khan, sense possibilitat de mantenir el control davant els mirza i els habshi, va convidar als mogols a ocupar el país.
Akbar va iniciar la campanya el juliol de 1572 sortint de Fatehpur Sikri. Va arribar a Patan, la capital del Gujarat el novembre. Allí va rebre la submissió dels nobles. Va continuar el seu camí cap a Khambayat i pel camí va saber d'una revolta a Ahmedabad d'alguns nobles que fou sufocada ràpidament. Cap al sud els seus parents els Mirzà, ara senyors de Surat, Baroda, Bhraoc i Campaner, i els habshis, se li van oposar, però foren derrotats per les forces imperials a la batalla de Sarnal el 23 de desembre de 1572; Surat fou assetjada i va capitular el 26 de febrer de 1573.
Llavors Akbar va donar per acabada la campanya i va retornar a Fatehpur Sikri (abril del 1573). Poc després de sortir Akbar els Mirzà es van revoltar altre cop i es van unir als habshis. El governador mogol va quedar assetjat a Ahmedabad i Akbar va retornar en 9 dies de marxes forçades i va derrotar els rebels a la batalla d'Ahmedabad (setembre del 1573). Encara que hi va haver una revolta menor dels Mirzà el 1577 només va caler un cos expedicionari mogol enviat per reprimir l'intent.
Muzaffar III havia quedat presoner el 1572 i enviat al nord; el 1578 es va escapar del seu captiveri i es va presentar a Gujarat on va fomentar una rebel·lió el 1583 i per sis mesos fou reconegut sultà i va exercir tots els poders; al cap d'uns mesos va haver de fugir davant la superioritat dels mogols, però va seguir oferint una mica de resistència aïllada durant deu anys.
Finalment fou capturat el 1593 i per no ser torturat o tancat de per vida, es va suïcidar.

## Nota
1. ↑  els habshis eren descendents dels esclaus portats a la zona pels mercaders àrabs i musulmans, generalment d'origen negre africà